# Gare de Shin-Shirakawa
La gare de Shin-Shirakawa (新白河駅, Shin-Shirakawa-eki) est une gare ferroviaire japonaise du village de Nishigō, dans la préfecture de Fukushima. Elle est desservie par la ligne Shinkansen Tōhoku et la ligne principale Tōhoku de la JR East.

## Situation ferroviaire
La gare est située au point kilométrique (PK) 185,4 de la ligne principale Tōhoku et au PK 178,4 de la ligne Shinkansen Tōhoku.

## Histoire
La gare a été inaugurée le 7 avril 1959 sous le nom de Iwaki-Nishigō. Elle est renommée gare de Shin-Shirakawa pour l'ouverture de la ligne Shinkansen Tōhoku le 23 juin 1982.

## Service des voyageurs

### Accueil
La gare dispose d'un bâtiment voyageurs, avec guichets, ouvert tous les jours.

### Desserte
- Voie 1  : Ligne Shinkansen Tōhoku direction Ōmiya et Tokyo
- Voie 4 : Ligne Shinkansen Tōhoku direction Sendai et Morioka
- Voies 5 et 6 : Ligne principale Tōhoku direction Kuroiso et Utsunomiya
- Voies 6 et 7 : Ligne principale Tōhoku direction Shirakawa et Kōriyama